# LAPACK
LAPACK (ang. Linear Algebra PACKage) – napisana w Fortranie biblioteka procedur numerycznych z zakresu algebry liniowej, przeznaczona do budowy algorytmów rozwiązujących problemy liniowych układów równań, wartości osobliwych, wartości własnych, wspiera również rozkłady macierzy. Biblioteka jest darmowa, na licencji BSD.
Rozwój biblioteki jest wspierany m.in. przez National Science Foundation, Departament Energii Stanów Zjednoczonych, MathWorks i Intela.
Jest dostępna na superkomputerach Cray jako część biblioteki matematycznej LibSci, jak również została dołączona do biblioteki Math Kernel Library firmy Intel.